# Bouton (anatomie)
Pour les articles homonymes, voir Bouton.

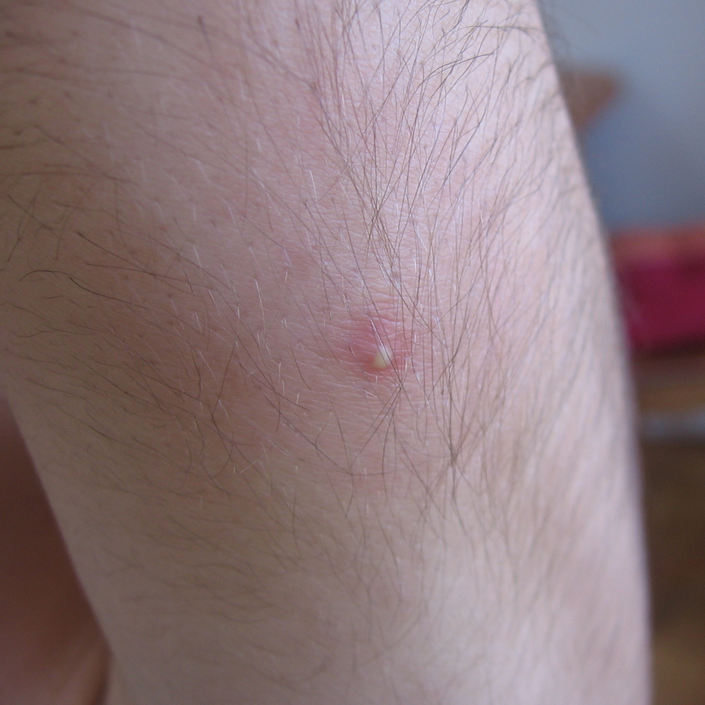
Un bouton d'acné

Le mot bouton désigne de manière peu précise toute sorte d'excroissances cutanées, ou petits gonflements ponctuels, généralement ronds et ne dépassant pas la taille d'une lentille.

## Exemples
- La piqûre d'un insecte suceur, d'animal hématophage, d'une plante urtiquante (ortie par exemple)... peut être à l'origine d'un bouton accompagné de prurit et/ou d'une inflammation cutanée. Celle de la tique du chien peut donner la fièvre boutonneuse méditerranéenne.
- En médecine, certaines piqûres provoquent l'apparition d'une réaction cutanée pouvant s'apparenter à un « bouton ».
- Un bouton d'acné, par exemple se forme généralement à cause d'un excès de sébum, il apparait un comédon, qui s'enflamme et donne un bouton. Chez l'humain, ce phénomène est particulièrement présent à la puberté.